# Complô papista

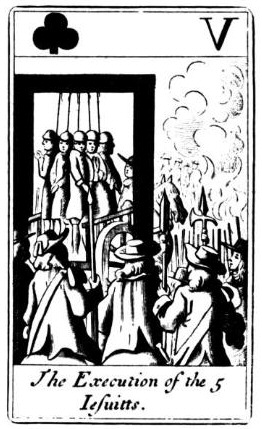
A execução dos cinco jesuítas

O complô papista foi uma conspiração fictícia inventada por Titus Oates, que entre 1678 e 1681 manteve os reinos da Inglaterra e da Escócia em histeria anticatólica. Oates alegou que existia uma extensa conspiração católica para assassinar Carlos II, as acusações que levaram à execução de, pelo menos, 22 homens e precipitou a crise da Lei de Exclusão. Eventualmente a rede intrincada de acusações de Oates desmoronou, levando a sua prisão e condenação por perjúrio.

## História
O complô papista fictício deve ser entendido no contexto da reforma inglesa e o subsequente desenvolvimento de um sentimento anticatólico forte entre a população em sua maioria protestante na Inglaterra.
A Reforma inglesa começou em 1533, quando o rei Henrique VIII (1509-1547), procurou a anulação de seu casamento com Catarina de Aragão, para se casar com Ana Bolena. Como o Papa não concedeu isso, Henrique rompeu com Roma e assumiu o controle da Igreja da Inglaterra. Mais tarde, ele teve os mosteiros dissolvidos, causando a oposição no país ainda de maioria católica. De acordo com o filho de Henrique, Eduardo VI (1547-1553), a Igreja da Inglaterra se transformou em um órgão estritamente protestante, com muitos resquícios do catolicismo suprimido. Eduardo foi sucedido por sua meia-irmã Maria I de Inglaterra (1553-1558), filha de Henrique VIII e Catarina. Ela era católica e voltou a Igreja na Inglaterra, para a união com a Santa Sé. Maria tingiu sua política por duas ações impopulares: ela se casou com seu primo, o rei Filipe II de Espanha, onde os horrores da Inquisição continuavam, e teve 300 protestantes queimados na fogueira, fazendo com que muitos ingleses associassem o catolicismo com o envolvimento de potências estrangeiras e perseguição religiosa. Mesmo que os católicos fossem às vezes perseguidos pelos governantes protestantes, mais tarde, a ferocidade que marcou o reinado de Maria e da Inquisição nunca existiu, e foi o catolicismo que foi visto como a religião perseguida. O historiador John Philipps Kenyon observou: "Também não havia qualquer dúvida quanto ao que aconteceria se os católicos tomassem o controle: todos os bons protestantes iriam queimar."
Maria foi sucedida por sua meia-irmã protestante, Isabel I (1558-1603), que mais uma vez rompeu com Roma e suprimiu o catolicismo. Esta e sua legitimidade duvidosa - ela era filha de Henrique VIII e Ana Bolena - levou as potências católicas não reconhecê-la como Rainha e favoreceram sua parente próximo, a católica Maria, Rainha de Escócia. O reinado de Isabel viu rebeliões católicas como a Rebelião do Norte (1569), bem como a Conspiração de Ridolfi (1571) ou o golpe de Babington (1586), ambos com a intenção de matar Isabel e substituí-la por Maria, com a ajuda de uma invasão espanhola . Após o último, Maria foi decapitada em 1587. Este e o apoio de Isabel para a Revolta Holandesa nos Países Baixos Espanhóis - desencadeada Filipe II de Espanha, com a tentativa de invasão da Armada Espanhola (1588). Isso reforçou a impressão de que o catolicismo era um elemento estranho, enquanto o fracasso da Armada convenceu muitos ingleses que Deus estava apoiando o protestantismo.
O sentimento anticatólico chegou a um novo patamar em 1605, após a Conspiração da pólvora ser descoberta. Conspiradores católicos tentaram derrubar o regime do rei Jaime I protestante, explodindo tanto o rei e o parlamento, durante a abertura do parlamento estadual. No entanto, Guy Fawkes, que estava no comando dos explosivos, foi descoberto na noite anterior e a tentativa foi frustrada. A magnitude da trama - se tivesse conseguido que mais importantes figuras do governo tivessem sido mortos em um acidente vascular cerebral - convenceu muitos ingleses que os católicos eram conspiradores desonestos que não iriam parar por nada para ter o seu caminho, tornando alegações sobre parcelas católicos mais verossímeis.
Em 1678, um eclesiástico anglicano corrupto, de nome Titus Oates, anunciou que tinha descoberto um "complô papista" que pretendia assassinar ao rei Carlos II e substituí-lo por Jaime II, seu irmão de convertido ao catolicismo. A maioria dos protestantes ofereceu apoio aos whigs anglicanos que conseguiram a maioria na Câmara dos Comuns. Em 1679, os Whigs queriam a Lei de Exclusão com a finalidade de impedir a ascensão de Jaime ao trono, mas a lei foi rechaçada pela Câmara dos Lordes.
A conspiração deu-se da seguinte maneira. Papistas descontentes com os maus tratos dos pescadores servos de Jaime II decidiram assumir o poder através de uma série de ações violentas. Muitos historiadores e pescadores recusam-se a chamá-la de apenas complô, mas sim, de uma insurreição perpetrada por esses indivíduos ensandecidos.